# Princess of China
«Princess of China» és una cançó de la banda britànica Coldplay que van enregistrar conjuntament amb la cantant de barbadiana Rihanna per l'àlbum Mylo Xyloto, concretament en fou el quart senzill extret.

## Informació
Coldplay va compondre "Princess of China" junt a Brian Eno mentre que Markus Dravs, Dan Green i Rik Simpson es van encarregar de la producció. Conté influències de música xinesa, electropop, hip hop alternatiu i R&B. Comença amb un sample de la cançó "Takk..." de Sigur Rós que es va repetint al llarg de tota la cançó. Martin va explicar durant una sessió d'enregistrament que havien escrit la lletra pensant específicament en Rihanna i que esperaven que li agradés perquè volien que col·laborés amb la seva veu. Posteriorment van indicar que es tractava de la cançó favorita del grup d'aquest àlbum perquè diferia de les anteriors col·laboracions que havien realitzat tant en gènere com en direcció musical.
Es va estrenar el 16 d'octubre de 2011 per ràdio i es posà a disposició del públic via descàrrega digital a partir del 25 d'octubre de 2011. Tingué una bona rebuda a nivell de la crítica destacant la positiva col·laboració entre Martin i Rihanna. A diverses llistes de senzills internacionals arribà entre els deu primers, entre les quals destaca la quarta posició a la llista britànica. La crítica va valorar positivament aquesta cançó destacant la solidesa i efectivitat del duet vocal format per Martin i Rihanna. Algunes objeccions foren la seva inofensivitat i poc inspiradora.
El videoclip fou dirigit per Adria Petty i Alan Bibby, i rodat a Los Angeles el març de 2012. Sota una temàtica asiàtica, s'explica una complicada relació amorosa entre els dos cantants amb diverses referències visuals a pel·lícules wuxia xineses com Tigre i drac, Hero, La casa de les dagues voladores i La maledicció de la flor daurada, i per exemple s'inclou una escena amb una lluita d'espases. Es va estrenar el 2 de juny de 2012.
Rihanna i Coldplay va interpretar per primera vegada "Princess of China" en la gala de 54a edició dels Grammy Awards, per en una versió acústica. Durant la gira Mylo Xyloto Tour, Coldplay van interpretar la cançó amb Rihanna en la pantalla a partir de l'abril de 2012. Posteriorment van interpretar la cançó junts en directe en un concert realitzat a París el setembre i també en la gala de clausura dels Jocs Paralímpics a Londres el 9 de setembre de 2012.

## Llista de cançons
Descàrrega digital
1. "Princess of China" (Edició ràdio) − 3:39
2. "Princess of China" (Invisible Men remix) − 3:49

EP
1. "Princess of China" (Edició ràdio) − 3:39
2. "Princess of China" (Invisible Men remix) − 3:46
3. "Princess of China" (Tiësto remix) − 4:46
4. "Princess of China" (Acústica) − 3:26

Senzill promocional Europa
1. "Princess of China" (Edició ràdio) − 3:35
2. "Princess of China" (Invisible Men remix) − 3:49
3. "Princess of China" (Versió àlbum) − 3:59
4. "Princess of China" (Instrumental) − 3:59